# Колышманы (Подгорцевское сельское поселение)
Колышманы — деревня в Юрьянском районе Кировской области в составе Подгорцевского сельского поселения.

## География
Находится на расстоянии примерно 14 километров по прямой на север-северо-запад от поселка Мурыгино.

## История
Известна с 1710 года, когда здесь (тогда Заимка Колышницыных) отмечен был 1 двор и 3 души (мужского пола). В 1764 учтено было 54 жителя. В 1873 отмечено дворов 24 и жителей 192, в 1905 25 и 207, в 1926 28 и 144, в 1950 22 и 82. В 1989 году оставалось 4 жителя. Деревня ныне имеет дачный характер.

## Население
Постоянное население  не было учтено как в 2002 году, так и в 2010.